# Zoutstraat (Groningen)
De Zoutstraat is een straat in de stad Groningen. De straat loopt van de Noorderhaven naar de Grote Leliestraat in de Hortusbuurt. Oorspronkelijk heette de straat de Spinhuisstraat naar het Spinhuis (Huis van Bewaring)  dat hier tussen 1664 en 1905 stond. In 1877 werd de naam gewijzigd naar Zoutstraat, welke naam verwijst naar de zoutketel die in de 17e eeuw in de straat stond. 
Tussen 1664 en 1904 stond op de hoek met de Grote Leliestraat het Groninger Tuchthuis.
Tussen 1969 en 1973 was het jongerencentrum Chappaqua gevestigd in de straat. Het pand waarin Chappaqua was gevestigd brandde af in de nacht van oud op nieuw 1972-73. De functie werd een paar jaar later overgenomen door Simplon.

## Monumenten
De Zoutstraat telt twee rijksmonumenten en twee gemeentelijk monumenten.
| Adres                        | Bouwjaar | Beschrijving                                                                                            | Monument  | Foto                         |
| ---------------------------- | -------- | --- | --------- | ---------------------------- |
| Zoutstraat 1/Noorderhaven 41 |          | | GM 102810 | Noorderhaven/Zoutstraat 1    |
| Zoutstraat 16-1              | 1734     | | RM 103557 | Zoutstraat 16                |
| Zoutstraat 16-2              |          | Tuin naast en achter Zoutstraat 16. Een deel van deze tuin was oorspronkelijk de tuin van het Spinhuis. | GM 108759 | Tuin                         |
| Zoutstraat 17/Havenstraat 12 | 1733     | Dubbel pakhuis dat doorloopt van de Havenstraat tot de Zoutstraat.                                      | RM 103557 | Zoutstraat 17 Havenstraat 12 |

Achter de Muur · 
Akerkhof · 
Akerkstraat · 
Broerstraat · 
Brugstraat ·
Bruine Ruiterstraat ·
Burchtstraat · 
Butjesstraat ·
Carolieweg ·
Coehoornsingel · 
Donkersgang · 
Driften · 
Emmaplein · 
Folkingestraat · 
Folkingedwarsstraat ·
Ganzevoortsingel · 
Gasthuisstraatje ·
Gedempte Kattendiep ·
Gedempte Zuiderdiep ·
Gelkingestraat ·
Grote Kromme Elleboog ·
Grote Markt ·
Guldenstraat ·
Guyotplein ·
Haddingestraat ·
Haddingedwarsstraat ·
Hardewikerstraat ·
Hereplein · 
Herebinnensingel ·
Heresingel ·
Herestraat ·
Hoekstraat ·
Hofstraat ·
Hoge der A ·
Hoogstraatje ·
Jacobijnerstraat ·
Kleine der A ·
Kattenhage ·
Kleine Kromme Elleboog ·
't Klooster ·
Kostersgang ·
Koude Gat ·
Kreupelstraat ·
Kwinkenplein ·
De Laan ·
Lage der A ·
Lopende Diep ·
Lutkenieuwstraat ·
Marktstraat ·
Martinikerkhof ·
Munnekeholm ·
Muurstraat ·
Naberstraat ·
Nieuwe Boteringestraat ·
Nieuwe Ebbingestraat ·
Nieuwe Kerkhof ·
Nieuwe Kijk in 't Jatstraat ·
Nieuwe Markt ·
Nieuwstad ·
Noorderhaven ·
Oosterstraat ·
Ossenmarkt ·
Oude Boteringestraat ·
Oude Ebbingestraat ·
Oude Kijk in 't Jatstraat ·
Papengang ·
Pausgang · 
Pelsterstraat ·
Peperstraat ·
Poelestraat ·
Praediniussingel ·
Rademarkt ·
Radesingel ·
Reitemakersrijge ·
Rode Weeshuisstraat ·
Schoolstraat · 
Schoolholm · 
Schuitemakersstraat ·
Schuitendiep · 
Sieboldsgang · 
Singelstraat · 
Sint Jansstraat ·
Sint Walburgstraat ·
Spilsluizen ·
Stationsstraat ·
Steentilstraat ·
Stoeldraaierstraat · 
Torenstraat · 
Turfstraat ·
Turfsingel ·
Turftorenstraat ·
Ubbo Emmiussingel ·
Vismarkt ·
Visserstraat ·
Waagstraat ·
Zoutstraat ·
Zwanestraat